# Цао Сюэтао
Цао Сюэтао (Xuetao Cao; род. 19 июля 1964, пров. Шаньдун) — китайский иммунолог. Президент Нанькайского университета, директор и профессор Национальной ключевой лаборатории медицинской иммунологии (National Key Laboratory of Medical Immunology) в Шанхае, а также центра иммунотерапии Китайской АМН. В 2011—2017 гг. президент Китайской АМН и в 2015—2017 гг. — Peking Union Medical College. Член Китайской инженерной академии (2005), Германской АН Леопольдины (2013), Французской академии медицины (2014), EMBO (2015, ассоциированный член), АМН Великобритании (2016), Национальной академии медицины США (2017, иностранный член), Американской академии искусств и наук (2018).

## Биография
Получил степени доктора медицины и доктора философии в Second Military Medical University соответственно в 1986 и 1990 годах, обучался там с 1981 по 1990 год и также получил степени бакалавра и магистра. С 1993 года профессор иммунологии этого же университета и с 2001 года директор его Института иммунологии, а в 2004—2010 гг. вице-президент университета; преподавал там с 1990 по 2010 год. С 2000 года директор-основатель Института иммунологии Чжэцзянского университета. Также с 2006 года директор-основатель и профессор Национальной ключевой лаборатории медицинской иммунологии (National Key Laboratory of Medical Immunology) в Шанхае. С 2006 по 2014 год президент Китайского общества иммунологии. В 2012—2015 гг. президент FIMSA и в 2013—2015 гг. — GACD. С 2014 года генсек Китайского общества иммунологии и с 2016 года — FIMSA. Основатель и шеф-редактор Chinese Journal of Cancer Biotherapy, шеф-редактор Cellular and Molecular Immunology, старший редактор Cancer Immunology Research, член редколлегий Cell, Annual Reviews of Immunology, Science Translational Medicine.
Автор более 230 работ, в частности в Cell, Nature, Science, Nature Immunology, Cancer Cell, Immunity.